# Isabel de Ceballos-Escalera y Contreras
Isabel de Ceballos-Escalera y Contreras (Segovia, 29 de mayo de 1919 - Madrid, 29 de marzo de 1990) fue directora de museos y conservadora española. Fue vicedirectora del Museo del Prado y directora del Museo Nacional de Artes Decorativas, y miembro de la Hispanic Society. Está considerada una de las grandes especialistas mundiales en la cerámica española.

## Biografía
Nació en Segovia el 29 de mayo de 1919, como su hermana gemela, Blanca, en la Casa de los Lozoya de la calle Martínez Campos, en el casco histórico que pertenecía a la parroquia de la Santísima Trinidad. Su padre era Rafael Ceballos-Escalera y Sola, tercer marqués de Miranda de Ebro y coronel de Artillería, y su madre, Angelina de Contreras y López de Ayala, hermana del historiador segoviano Juan de Contreras y López de Ayala, marqués de Lozoya. Durante la guerra civil (1936-1939) fue enfermera de la Sanidad Militar, ocupando su puesto en varios hospitales de campaña, labor que le valió la distinción de varias cruces militares. Fue funcionaria interina del CFABA (Cuerpo de Archiveros, Bibliotecarios y Arqueólogos) desde 1942 siendo destinada a la Biblioteca Nacional de España y al Museo Arqueológico Nacional (MAN). 
Posteriormente, en 1943, obtuvo la licenciatura en Filosofía y Letras (sección de Historia) por la Universidad Central de Madrid. Un año más tarde, en 1944, gana la oposición a funcionaria de la CFABA ocupando sucesivamente los puestos de conservadora del Museo Cerralbo (1944), directora del Museo de Murcia (1945-1946), conservadora del MAN (1946-1971), conservadora del Museo del Prado (1971-1974) y, finalmente, conservadora, subdirectora (1975) y directora (1983) del Museo Nacional de Artes Decorativas (1974-1989), obteniendo ese mismo año su jubilación.
Simultáneamente a estos destinos, desempeñó los de directora del Museo Nacional de la Administración Pública (1961-1989), y del Museo Casa Natal de Cervantes (1968-1989), ambos situados en Alcalá de Henares.
Muere en Madrid un año más tarde, el 29 de marzo de 1990, siendo enterrada en la cripta de la capilla familiar de la iglesia de San Martín de Segovia.

## Excavaciones arqueológicas
Participó de forma activa en algunas campañas arqueológicas. Entre 1945-1949 en la necrópolis visigoda de Duratón (Segovia), en Puente del Arzobispo (Toledo) en 1952, en Talavera de la Reina (Toledo) en 1973 y también en el yacimiento romano de Complutum (Alcalá de Henares, Madrid).

## Otras actividades y cargos
- Fue profesora ayudante de la Facultad de Filosofía y Letras de la Universidad Complutense entre los años 1950-1956.
- Fue comisaria de varias exposiciones nacionales.
- Comendadora de la Orden de Alfonso X el Sabio (1959).
- Correspondiente de la Hispanic Society of America.
- Correspondiente de la Real Academia de la Historia y Artes de San Quirce de Segovia
- Miembro de la Academia Internacional de Cerámica.

## Publicaciones
Entre sus obras más importantes se encuentran:
- La Cruz de Vilabertrán. Madrid. (1950)[4]
- Segovia Monumental. Madrid. Plus Ultra (1953)
- Catálogo del legado Fernández-Durán (artes decorativas) en el Museo del Prado. Madrid 1974.
- El Marqués de Lozoya. Semblanzas y bibliografía. Madrid. Fundación Universitaria Española (1985)
- Edición de las Memorias (1893-1923) de Juan de Contreras y López de Ayala, marqués de Lozoya. Segovia. Ed. Torreón de la Marquesa (1992)